# Козаже
Коза́же (пол. Kozarze) — деревня в Высокомазовецком повете Подляского воеводства Польши. Входит в состав гмины Цехановец. Находится примерно в 28 км к югу от города Высоке-Мазовецке. По данным переписи 2011 года, в деревне проживало 428 человек.

## История
Согласно Географическому словарю царства Польского и других славянских стран, в 1827 году в Козаже в 23 домах проживало 174 жителя.
С 4 декабря 1939 года по 22 июня 1941 года деревня входила в состав Белостокской области БССР. В годы немецкой оккупации Козаже входило в состав округа Белосток. 13 августа 1944 года деревня была освобождена.

## Достопримечательности
- Два деревянных дома начала XX века[3].
- Братская могила 200 поляков, евреев и советских военнопленных расстрелянных в 1941—1944 годах[4]. Внесён в реестр памятников под регистрационным номером А-427 по решению Ломжинского воеводства от 30 декабря 1991 г.[5].
- Придорожный крест 1890 года, где похоронены жертвы Первой мировой войны.
- Обломок каноэ (землянка) длиной 5,35 метра, датируемый первым веком до нашей эры. Найден на скале Нурка. Памятник выставлен в Музее земледелия им. Fr. Кшиштоф Клюк в Цехановце.